# Чу Се Джон
Чу Се Джон (кор. 주세종; 30 октября 1990, Анян, Республика Корея) — южнокорейский футболист, полузащитник клуба «Сеул».

## Клубная карьера
Карьеру футболиста начал выступлениями за юношескую команду университета Конкук. Во взрослом футболе дебютировал в 2012 году выступлениями за команду «Пусан Ай Парк», в которой провёл четыре сезона, однако основным игроком был только в последних двух.
8 января 2016 года заключил контракт с клубом «Сеул», в составе которого в том же году стал чемпионом Южной Кореи. Большинство времени, проведённого в составе столичного клуба, был основным игроком команды. В начале 2018 года перешёл в клуб «Асан Мугунхва». По состоянию на 2 июня 2018 года отыграл за эту команду 9 матчей в национальном чемпионате.

### Статистика
| Клуб             | Клуб             | Клуб             | Лига | Лига | Кубок             | Кубок             | Плей-офф | Плей-офф | Континентальный | Континентальный | Итого | Итого |
| Сезон            | Клуб             | Лига             | Игры | Голы | Игры              | Голы              | Игры     | Голы     | Игры            | Голы            | Игры  | Голы  |
| Южная Корея      | Южная Корея      | Южная Корея      | Лига | Лига | Кубок Южной Кореи | Кубок Южной Кореи | Плей-офф | Плей-офф | АФК             | АФК             | Итого | Итого |
| ---------------- | ---------------- | ---------------- | ---- | ---- | ----------------- | ----------------- | -------- | -------- | --------------- | --------------- | ----- | ----- |
| 2012             | Пусан Ай Парк    | Кей-лига         | 1    | 0    | 0                 | 0                 | -        | -        | -               | -               | 1     | 0     |
| 2013             | Пусан Ай Парк    | Кей-лига         | 0    | 0    | 0                 | 0                 | -        | -        | -               | -               | 0     | 0     |
| 2014             | Пусан Ай Парк    | Кей-лига         | 22   | 2    | 3                 | 1                 | -        | -        | -               | -               | 25    | 3     |
| 2015             | Пусан Ай Парк    | Кей-лига         | 35   | 3    | 1                 | 0                 | 1        | 0        | -               | -               | 37    | 3     |
| 2016             | Сеул             | Кей-лига         | 30   | 4    | 3                 | 1                 | -        | -        | 9               | 1               | 42    | 6     |
| 2017             | Сеул             | Кей-лига         | 35   | 0    | 1                 | 0                 | -        | -        | 5               | 0               | 41    | 0     |
| Всего за карьеру | Всего за карьеру | Всего за карьеру | 123  | 9    | 8                 | 2                 | 1        | 0        | 14              | 1               | 146   | 12    |

## Карьера в сборной
11 июня 2015 года дебютировал в официальных матчах в составе национальной сборной Южной Кореи в товарищеской игре против сборной ОАЭ (3:0).
В составе сборной был участником чемпионата мира 2018 года в России.

### Статистика
| Матчи и голы Чу Се Чон за сборную Южной Кореи | Матчи и голы Чу Се Чон за сборную Южной Кореи | Матчи и голы Чу Се Чон за сборную Южной Кореи | Матчи и голы Чу Се Чон за сборную Южной Кореи | Матчи и голы Чу Се Чон за сборную Южной Кореи | Матчи и голы Чу Се Чон за сборную Южной Кореи | Матчи и голы Чу Се Чон за сборную Южной Кореи |
| №                                             | Дата                                          | Место проведения                              | Соперник                                      | Счёт                                          | Голы                                          | Соревнование                                  |
| --------------------------------------------- | --------------------------------------------- | --------------------------------------------- | --------------------------------------------- | --------------------------------------------- | --------------------------------------------- | --------------------------------------------- |
| 1                                             | 1 июня 2016                                   | Ред-булл-арена, Австрия                       | Испания                                       | 1:5                                           | 1:6                                           | товарищ.                                      |